# Стефан Хесел
Стефан Фредерик Хесел (на френски: Stéphane Frédéric Hessel) е дипломат, посланик, писател, оцелял в концентрационен лагер, член на Френската съпротива и агент на BCRA (Bureau Central de Renseignements et d'Action).

## Биография
Роден германец, през 1939 г. Хесел става натурализиран френски гражданин. Свидетел е на създаването на Всеобщата декларация за правата на човека от 1948 г.
През 2011 г. попада в класацията на най-влиятелните мислители, изготвена от американското списание за външна политика „Foreign Policy“. В следващите години неговата активистка дейност се фокусира главно върху икономическите неравенства и израелско-палестинския конфликт. „Възмутете се!“ е заглавието на един от най-популярните текстове на Стефан Хесел, малка по обем книга, от която са продадени над 4,5 милиона екземпляра по целия свят.
Хесел и книгата му се свързват и цитират като източник на вдъхновение за испанските „Възмутени“ (Indignados), на американското движение „Окупирай Уол Стрийт“, както и на други политически движения.